# Осіна (Голеньовський повіт)
Осіна (пол. Osina, нім. Schönhagen) — село в Польщі, у гміні Осіна Голеньовського повіту Західнопоморського воєводства.
Населення — 932 особи (2011).
У 1975-1998 роках село належало до Щецинського воєводства.

## Демографія
Демографічна структура станом на 31 березня 2011 року:
|          | Загалом | Допрацездатний вік | Працездатний вік | Постпрацездатний вік |
| -------- | ------- | ------------------ | ---------------- | -------------------- |
| Чоловіки | 446     | 100                | 312              | 34                   |
| Жінки    | 486     | 96                 | 306              | 84                   |
| Разом    | 932     | 196                | 618              | 118                  |